# Kulturna raznolikost
Kulturna raznolikost (društvena raznolikost) paleta je raznolikih ili različitih kultura, suprotno od monokulture. Ima različita značenja, ovisno o kontekstu, ponekad se primjenjuje na kulturne proizvode poput umjetničkih djela u muzejima ili zabavnog sadržaja dostupnog na internetu, a ponekad se primjenjuje na različite ljudske kulture ili tradicije u određenoj regiji ili svijetu u cijelosti. Također se može odnositi na uključivanje različitih kulturnih perspektiva u organizaciji ili društvu.
Na kulturnu raznolikost mogu utjecati politički čimbenici poput cenzure ili zaštite prava umjetnika te ekonomski čimbenici poput slobodne trgovine ili protekcionizma na tržištu kulturnih dobara. Od sredine 20. stoljeća postoje zajednički međunarodni napori da se zaštiti kulturna raznolikost, što uključuje Organizaciju Ujedinjenih naroda za obrazovanje, znanost i kulturu (UNESCO) i njezine države članice. To uključuje djelovanje na međunarodnoj, nacionalnoj i lokalnoj razini. Kulturnu raznolikost isto tako mogu promicati pojedini građani izabirući način izražavanja ili doživljavanja kulture.
U kontekstu nacionalnih i internacionih napora da se promovira ili očuva kulturna raznolikost, izraz se odnosi na pet domena koje se preklapaju:
- ekonomska: dostupnost različitih kulturnih dobara ili usluga,
- umjetnička: raznolikost umjetničkih žanrova i stilova koji supostoje,
- sudjelovanje: sudjelovanje različitih etničkih skupina u kulturi nacije,
- baština: raznolikost kulturnih tradicija koje su zastupljene u institucijama za očuvanje baštine kao što su muzeji,
- multikulturalne: raznolikost etničkih skupina i njihovih tradicija koje su vidljive u zemlji

Od ovih pet, ekonomsko značenje počelo je dominirati u međunarodnim pregovorima. Države su uglavnom nastojale zaštititi kulturnu raznolikost tako da jačaju sposobnost vlastitih domaćih kulturnih industrija da prodaju robu ili usluge. Od 1990-ih UNESCO je većinom koristio "kulturnu raznolikost" za međunarodne aspekte raznolikosti, preferirajući izraz "kulturni pluralizam" za raznolikosti unutar zemlje.
Vlade i međunarodna tijela koriste "kulturnu raznolikost" u širem i užem smislu. Široko značenje inspirirano je antropologijom. Uz kreativna djela još uključuje stilove života, sustave vrijednosti, tradicije i vjerovanja. Naglašava trenutni proces interakcije i dijaloga među kulturama. Ovo je značenje bilo promicano međunarodnoj zajednici od strane UNESCO-a, od Opće deklaracije o kulturnoj raznolikosti iz 2001. U praksi, vlade se koriste užim, tradicionalnijim značenjima koja se fokusiraju na već iznad spomenutu ekonomsku domenu.
U međunarodnom pravnom kontekstu, kulturna raznolikost je bila opisana kao analogna bioraznolikost. Generalna konferencija UNESCO-a zauzela je ovo stajalište 2001. godine, ustvrdivši u Članku 1. Opće deklaracije o kulturnoj raznolikosti da je "kulturna raznolikost neophodna za čovječanstvo, jednako kao što je biološka raznolikost potrebna prirodi". Autori John Cavanagh i Jerry Mander ovu su analogiju odveli korak dalje, opisujući kulturnu raznolikost kao "određenu vrstu kulturnog genetskog bazena za promicanje inovacija prema još višim razinama društvenih, intelektualnih i duhovnih postignuća."
Kulturnu raznolikost teško je mjeriti u brojevima. Jedna od mjera raznolikosti je broj prepoznatljivih kultura. Odjel za ekonomska i socijalna pitanja Ujedinjenih naroda izvijestio je da, unatoč relativno malom broju, domorodački narodi čine 5000 jedinstvenih kultura, a time i većinu svjetske kulturne raznolikosti.
Sljedeći čimbenik kulturne raznolikosti mjerljiv je brojanjem jezika koji se govore u regiji ili svijetu u cijelosti. Prema ovom mjerilu, kulturna raznolikost diljem svijeta ubrzano opada. Istraživanje obavljeno 1990-ih, koje je proveo David Crystal pokazalo je da se u to vrijeme, u prosjeku, jedan jezik prestajao koristiti svaka dva tjedna. Izračunao je da će, ako se ta stopa odumiranja jezika nastavi, do 2100. godine više od 90 % jezika koji su u trenutnoj uporabi u svijetu izumrijeti.
2003. godine James Fearon sa Sveučilišta Stanford, u časopisu Journal of Economic Growth objavio je popis zemalja temeljenih na raznolikosti etničkih skupina, jezika i religija.

## Međunarodni pravni kontekst
Na međunarodnoj razini, pojam kulturne raznolikosti UNESCO brani od svoga osnutka 1945. godine, koristeći se nizom deklaracija i pravnih instrumenata.
Mnogi međunarodni pravni sporazumi koji se bave kulturnom raznolikošću bili su fokusirani na prava intelektualnog vlasništva, a time i na opipljive kulturne izričaje koji se mogu kupiti ili prodati. Popis svjetske baštine, uspostavljen 1972. godine od strane UNESCO-a, uglavnom je nabrojao arhitektonske značajke i spomenike. Krajem druge polovice 20. stoljeća, diplomatska zajednica prepoznala je potrebu da se zaštitinematerijalna kulturna baština: tradicije, društvene strukture i vještine koje podržavaju kreativno izražavanje. Međunarodni napori da se definiraju i zaštite ovi aspekti kulture počeli su 1989. UNESCO-vom Preporukom o Zaštiti tradicijske kulture i folklora. UNESCO-vo Proglašenje Remek-djela Usmene i Nematerijalne Baštine Čovječanstva počelo je 2001., ističući određena remek-djela za promicanje odgovornosti nacija da zaštite nematerijalna kulturna dobra. Daljnja proglašenja dodana su 2003. i 2005., povisujući ukupan broj remek-djela na devedeset. U 2001. UNESCO je također bio domaćin stručnih sastanaka kojima je za cilj bilo stvoriti definiciju nematerijalne kulturne baštine i pravno jamčiti ugovor o njenoj zaštiti, što je rezultiralo Konvencijom o zaštiti nematerijalne kulturne baštine. Taj je zakon donesen 2003., a stupio je na snagu 2006. Jedan od rezultata ove konvencije bilo je stvaranje UNESCO-ve Reprezentativne liste nematerijalne baštine 2008. godine, koja je uključivala remek-djela iz proglašenja 2001., 2003. i 2005. godine.
Prvi međunarodni instrument koji osigurava vrijednost kulturne raznolikosti i međukulturalnog dijaloga bila je UNESCO-ova Opća deklaracija o kulturnoj raznolikosti, usvojena jednoglasno, 2001. godine. Poziva nacije i institucije da zajedno rade na očuvanju kulture u svim njenim oblicima i za politike koje pomažu u razmjeni ideja među kulturama i inspiriraju nove oblike kreativnosti. UNESCO više nije tumačio "kulturu" u smislu umjetničkih remek-djela. Uzevši u obzir Opću deklaraciju, usvojio je širi pojam utemeljen na antropologiji. Time je kulturna raznolikost definirana kao "skup osebujnih duhovnih, materijalnih, intelektualnih i emocionalnih svojstava društva ili društvene skupine", uključujući stilove života, sustave vrijednosti, tradicije i vjerovanja. Objavljeno je dvanaest članaka Opće deklaracije s akcijskim planom za načine na koje se može promicati kulturna raznolikost. Ova inicijativa povezala je kulturnu raznolikost isključivo s ljudskim pravima, uključujući slobodu izražavanja, slobodu kretanja i zaštitu domorodačkog znanja.  Deklaracija definira kulturnu raznolikost kao izvor inovacija i kreativnosti, a također i kao pokretač gospodarskog i osobnog razvoja. UNESCO je donio podnesak UN-ovom izvješću o ljudskim pravima i kulturnoj raznolikosti iz 2002., citirajući dio deklaracije kako bi naglasio da se kulturna raznolikost ne smije koristiti za kršenje prava manjina i da kulturna raznolikost zahtijeva zaštitu sloboda pojedinaca.
Citirajući Opću deklaraciju, Opća skupština Ujedinjenih naroda utvrdila je Svjetski dan za kulturnu raznolikost za dijalog i razvoj u prosincu 2002. Taj se dan i dalje nastavlja slaviti 21. svibnja svake godine.
Konvencija o zaštiti nematerijalne kulturne baštine skrenula je pozornost na rastuću kulturnu homogenizaciju, uzrokovanu ekonomskom globalizacijom i motivirala UNESCO da isposluje ugovor koji štiti kulturnu raznolikost. Kao rezultat pregovora, nastala je Konvencija o zaštiti i promicanju raznolikosti kulturnih izričaja ("Konvencija 2005."), koja je usvojena u listopadu 2005. Ovo je bio prvi međunarodni ugovor koji je uspostavio prava i obveze koji se posebno vežu uz kulturu. Konvencija se nadopunjuje na deklaraciju iz 2001. nazivajući jezičnu raznolikost temeljnim dijelom kulturne raznolikosti i navodeći da kulturna raznolikost ovisi o slobodnom toku ideja. Do danas je 151 država koja je potpisala, kao i Europska unija, registrirala svoju ratifikaciju konvencije ili pravno istovjetan proces.
Konvencija 2005. izrodila je Međunarodni fond za kulturnu raznolikost (IFCD), koji je financiran dobrovoljnim prilozima. To čini financiranje dostupnim za zemlje u razvoju koje su stranke konvencije za određene aktivnosti koje pridonose razvoju njihovih kulturnih politika i kulturnih industrija.  Od travnja 2023. UNESCO izvješćuje da je 140 projekata u 69 zemalja u razvoju provedeno uz financiranja iz IFCD-a.

## Čimbenici
Znanstvenik za kulturnu politiku, Johnathan Vickery primijetio je da je kulturna raznolikost, kao i biološka raznolikost, konstantno ugrožena raznim čimbenicima. Ove prijetnje često dolaze iz drugih kulturnih izričaja, kao kada uvezena zabava potkopava zanimanje za vlastitu nacionalnu kulturu. Ostali primjeri koje spominje uključuju religiozne preporode i moderne zapadne obrazovne sustave. Čimbenici koji promiču kulturnu raznolikost neke zemlje uključuju migraciju i otvorenost nacije za raspravu i slavljenje kulturnih razlika (što je samo po sebi jedan aspekt kulture).
Vladina djelovanja, međunarodna tijela i civilno društvo (što uključuje nevladine organizacije i organizacije kulturnog sektora) može promicati ili ograničavati kulturnu raznolikost. Kao dio međunarodnih napora da se promiče i očuva kulturna raznolikost, Konvencija 2005. uspostavila je postupke za praćenje napretka prema pogodnom okolišu, uključujući globalna izvješća svake četiri godine i nacionalna izvješća iz pojedinačnih država.

### Imperijalizam i kolonijalizam
Kolonijalizam je najčešće uključivao namjerno uništavanje kulturne raznolikosti, kada bi kolonizacijske sile koristile obrazovanje, medije i nasilje da zamijene jezike, religije i kulturne vrijednosti domorodačkog stanovništva sa svojima. Ovaj proces prisilne asimilacije korišten je mnogo puta kroz povijest, posebice od strane europskih kolonijalnih sila u 18. i 20. stoljeću, uzimajući oblik prisilnog preobraćenja na religiju kolonizatora, privatizacije imovine koja pripada zajednici i zamjene sustava rada. Zaštita prava autohtonih naroda na održavanje vlastitih jezika, vjera i kulture osigurana je ugovorima uključujući Međunarodni pakt o građanskim i političkim pravima iz 1965. i Konvenciju UN-a o pravima djeteta iz 1989.

### Umjetnička sloboda
Umjetnička sloboda, po definiciji Konvencije iz 2005., uključuje slobodu umjetnika da rade bez uplitanja vlasti, kao i slobodu građana da pristupe raznolikom kulturnom sadržaju. Vlade mogu ograničiti ove slobode cenzurom ili nadzorom umjetnika ili se mogu odlučiti da aktivno štite umjetnike i njihovu slobodu izražavanja. Prema globalnim izvješćima iz 2017. i 2022., napadi protiv umjetnika – uključujući kazneni progon, zatvorske kazne, ili čak ubojstva – povećali su se posljednjih godina. U 2020. je prijavljeno 978 slučajeva diljem svijeta, u usporedbi sa 771 u 2019. i 673 u 2018. godini. Glazbenici su najviše napadana skupina, posebice rap glazbenici, čije su riječi pjesama često provokativne i politički izazovne. Iako su online usluge umjetnicima omogućile nove načine za distribuciju slika, glazbe i videa do velikog broja publike, donijele su vlastite prijetnje slobodi u obliku cenzure, nadzora i "trolanja" (maltertiranja). Globalno izvješće iz 2022. pokazalo je da su neke zemlje ukinule zakone koji ograničavaju slobodu izražavanja, uključujući zakone o bogohuljenju i kleveti, ali da se u praksi umjetnička sloboda nije bolje nadzirala ili štitila.

### Mobilnost umjetnika i kulturnih djelatnika
Ograničenja mobilnosti predstavljaju velik izazov za profesionalce u kulturnim i kreativnim industrijama, posebno za one s globalnog juga. Umjetnici i kulturni djelatnici moraju putovati kako bi nastupili pred novom publikom ili kako bi prisustvovali rezidenciji ili kako bi se uključili u umrežavanje. Sposobnost da to učine ovisi o zemlji njihova podrijetla; nositelj njemačke putovnice može putovati u 176 zemalja bez vize, dok je za afganistansku putovnicu broj zemalja koje pojedinac može posjetiti ograničen na 24. Ograničenja putovanja, uključujući poteškoće za odobrenje viza, često sputavaju umjetnike s globalnog juga da sudjeluju na umjetničkim bijenalima ili prisustvuju filmskim festivalima, čak i kada su pozvani na primanje nagrade ili na promociju svojih radova. Globalno izvješće 2022. pokazalo je da, unatoč ozbiljnijim shvaćanjima problema nejednakosti od strane vlade i organizacije civilnog društva, konkretna poboljšanja izostaju. Stoga sposobnost umjetnika s globalnog juga da dopru do publike globalnog sjevera "ostaje iznimno slaba".

### Upravljanje kulturom
Uz zaštitu slobode izražavanja i slobodnog kretanja, vlade mogu promicati kulturnu raznolikost prepoznavanjem i provođenjem prava za umjetnike. Na uvjete rada umjetnika utječe njihovo pravo na sindikalna udruženja, na sigurnost na radnom mjestu i na zaštitu socijalnog osiguranja za vrijeme kada im njihov rad ne donosi prihod. Ova ekonomska i socijalna prava su službeno priznata Međunarodnim paktom o ekonomskim, socijalnim i kulturnim pravima koji je UN donio 1966. te Preporukom o statusu umjetnika. iz 1980. koju je UNESCO usvojio iste godine. Socijalna sigurnost posebno daje priliku većem krugu građana da sudjeluju u umjetničkim aktivnostima, jer bez nje su financijski nesigurni, a time i obeshrabreni da rade u području s nestabilnim prihodima.

### Ravnopravnost spolova u kulturnim i kreativnim industrijama
Rodni raskorak i dalje postoji širom svijeta u pogledu jednakih plaća, pristupa financiranju i cijenama naplaćenima za kreativne radove. Kao posljedica toga, žene su i dalje nedovoljno predstavljene u ključnim kreativnim ulogama i brojčano su nadmašene na pozicijama odlučivanja. Od 2018. žene su činile samo 34 % ministara kulture (u usporedbi s 24 % u 2005.) i samo 31 % ravnatelja nacionalnih umjetničkih programa. Žene su općenito bolje zastupljene u određenim kulturnim područjima poput umjetničkog obrazovanja i obuke (60 %), izdavanja knjiga i rada u tisku (54 %), audiovizualnim i interaktivnim medijima (26 %), kao i u dizajnu i kreativnim uslugama (33 %). Globalno izvješće za 2022. pokazalo je da kulturne industrije sve više prioritiziraju rodnu ravnopravnost, ali da je stvarni napredak spor. Iako 48,1 % posla u sektoru kulture i zabave odrađuju žene, izvješće zaključuje da su one još uvijek nedovoljno zastupljene na vodećim pozicijama, da dobivaju manje javnih sredstava i manje priznanja za svoj rad.

### Trgovina i ulaganja u kulturna dobra i usluge
Između 2015. i 2017. najmanje osam bilateralnih i regionalnih sporazuma o slobodnoj trgovini uvelo je kulturne klauzule ili popise obveza koje promiču ciljeve i načela Konvencije iz 2005. Unatoč nedostatku promicanja ciljeva i načela Konvencije iz 2005. u vezi s pregovorima o mega-regionalnim partnerskim sporazumima, neke stranke Transpacifičkog partnerstva (TTP) uspjele su u predstavljanju kulturne rezerve za zaštitu i promociju raznolikosti kulturnih izričaja. Rast digitalnog sadržaja na internetu povećao je raznolikost kulture kojoj pojedinac može izravno pristupiti, ali je također povećao prijetnju kulturnoj raznolikosti tako što je malom broju velikih tvrtki omogućeno da preplave tržišta s vlastitim kulturnim proizvodima. Digitalna isporuka kulture također je pridonijela velikoj moći kompanija koje se nalaze u tehnološkom sektoru.

### Kulturne platforme
Organizacije koje promiču pristup kulturi mogu odražavati raznolikost u onome što odaberu promovirati ili isključiti. Google Arts and Culture i Europeana spadaju među platforme koje ističu predanost u promicanju kulturne raznolikosti. Za Google Arts and Culture raznolikost se odnosi na "rad sa zajednicama koje su povijesno bile izostavljene iz glavnog toka kulturnog narativa", dok Europeana iznosi da "priče ispričane s/od predmeta kulturne baštine povijesno nisu bile reprezentativne za stanovništvo, pa stoga nastojimo podijeliti manje ispričane priče iz nedovoljno zastupljenih zajednica."

### Individualni izbori
Pojedinačni građani mogu doživjeti i promicati kulturnu raznolikost kroz vlastite izbore, uključujući i izbor da dijele vlastitu kulturu. Kampanju "Učini jednu stvar za raznolikost i inkluziju" svake godine, od 2011. provodi Savez civilizacija Ujedinjenih naroda (UNAOC) kao način obilježavanja Svjetskog dana kulturne raznolikosti. Potiče ljude na istraživanje glazbe, književnosti, umjetnosti i tradicije nepoznatih kultura te na dijeljenje vlastite kulture sa strancima.

Američka odvjetnica Juliette Passer opisala je UNESCO-vu Univerzalnu deklaraciju o kulturnoj raznolikosti kao poticaj za svakog pojedinca da razmisli o vlastitom i tuđem različitom identitetu:
"Nama su potrebna društvena i obrazovna iskustva, plus razmišljanja o iskustvima da bismo nadišli oslanjanje na stereotipe. Što više komuniciramo s različitim drugima i svjesno zrcalimo iskustva, to više možemo poboljšati svoju kompetenciju s razlikama."

## Nacionalne i lokalne inicijative
U rujnu 2002. grad Porto Alegre, u Brazilu organizirao je svjetski susret za kulturu, i okupio gradonačelnike i tehničke direktore kulture iz različitih gradova cijeloga svijeta, s gledateljima iz civilnog društva. Gradovi Porto Alegre i Barcelona su predložili izradu relevantnog dokumenta koji bi pomogao u razvoju lokalnih kulturnih politika, nadahnutih Agendom 21, koja je stvorena 1992. za okoliš. Kultura 21 je stoga osmišljena s ciljem da uključi kulturne raznolikosti na lokalnim razinama. Taj je dokument je odobren 8. svibnja 2004. godine, tijekom prvog izdanja Univerzalnog foruma kultura u Barceloni.

## Vanjske poveznice
- UNESCO: Raznolikost kulturnih izričaja